# Give My Regards to Broadway
Give My Regards to Broadway is een Amerikaanse muziekfilm uit 1948 onder regie van Lloyd Bacon.

## Verhaal
Het gezin Norwick heeft een glansrijke carrière opgebouwd in het variété. Moeder Fay wil graag een punt achter haar loopbaan zetten om te rentenieren op de familieboerderij en ook dochter June wil stoppen omdat ze zwanger is. Vader Albert en zoon Bert besluiten als duo door te gaan. Bert heeft echter al spoedig meer interesse in honkbal dan in een artiestencarrière.

## Rolverdeling
| Acteur            | Personage          |
| ----------------- | ------------------ |
| Dan Dailey        | Bert Norwick       |
| Charles Winninger | Albert Norwick     |
| Nancy Guild       | Helen Wallace      |
| Charles Ruggles   | Toby Helper        |
| Fay Bainter       | Fay Norwick        |
| Georgia Caine     | Mevrouw Waldron    |
| Barbara Lawrence  | June Norwick       |
| Jane Nigh         | May Norwick        |
| Charles Russell   | Arthur Waldron jr. |
| Sig Ruman         | Arthur Dinkel      |
| Howard Freeman    | Mijnheer Waldron   |
| Herbert Anderson  | Frank Doty         |